# Sithandile Dlamini
Pour les articles homonymes, voir Dlamini.
Sithandile Dlamini, née le 10 octobre 1986 est une taekwondoïste swazie. Elle gagne une médaille de bronze aux Jeux africains de 2011 dans la catégorie de  plus de 73 kg,.

## Palmarès international
| Jeux africains | Jeux africains | Jeux africains | Jeux africains |
| Année          | Lieu           | Médaille       | Catégorie      |
| -------------- | -------------- | -------------- | -------------- |
| 2011           | Maputo         | Bronze         | +73 kg         |